# Molophilus (Austromolophilus) echidna
Molophilus (Austromolophilus) echidna is een tweevleugelige uit de familie steltmuggen (Limoniidae). De soort komt voor in het Australaziatisch gebied.